# Stigmaphyllon jatrophifolium
Stigmaphyllon jatrophifolium är en tvåhjärtbladig växtart som beskrevs av Adrien Henri Laurent de Jussieu. Stigmaphyllon jatrophifolium ingår i släktet Stigmaphyllon och familjen Malpighiaceae. Inga underarter finns listade i Catalogue of Life.